# Sognsvann (metrostation)
Sognsvann is een metrostation in de Noorse hoofdstad Oslo. Het station werd geopend op 10 oktober 1934, ligt aan het metrolijntraject van de Sognsvannsbanen en wordt bediend door lijn 5 van de metro van Oslo waarvan het het noordelijk terminusstation is.
Het station ligt bij het recreatiegebied aan het meer van Sognsvann, ten oosten van de sportinfrastructuur en sporthogeschool van Sognsvann en ten westen van het nieuwe gebouw van het Noorse Rijksarchief maar bedient ook het noordelijk deel van de woonwijken Kringsjå en Nordberg. Het is gelegen in het stadsdeel Nordre Aker in het noorden van Oslo.
Kringsjå